# Jamie Muir
Jamie Muir (n. 30 noiembrie 1942, Edinburgh, Scoția, Regatul Unit – d. 17 februarie 2025, Cornwall, Anglia, Regatul Unit) a fost un percuționist britanic cunoscut pentru activitatea cu King Crimson. După 1990, când s-a retras din activitatea muzicală, s-a ocupat cu pictura.